# Notalgia paresthetica
Notalgia paresthetica – przewlekła neuropatia czuciowa, objawiająca się miejscowym świądem środkowej części pleców, zazwyczaj okolicy międzyłopatkowej w zakresie dermatomów T2-T6. Wtórnymi do świądu objawami są lichenifikacja i przebarwienie drapanego obszaru skóry. Etiologia schorzenia nie jest wyjaśniona. Schorzenie jako pierwszy opisał i nazwał rosyjski neurolog Michaił Astwacaturow w 1934 roku.